# Up Records
Up Records est un label discographique indépendant américain fondé en 1994 à Seattle, dans l'État de Washington, par Chris Takino et Rich Jensen.
Le label contribue à lancer la carrière de groupes emblématiques du Nord-Ouest des États-Unis comme Modest Mouse et Built to Spill, qui signeront ultérieurement avec des majors. Son développement est stoppé à la suite de la mort de Chris Takino d'une leucémie en 2000.

## Historique

### Lancement du label
Chris Takino, originaire de Los Angeles où il travaille brièvement comme réceptionniste pour le label punk SST, fonde Up Records en 1994 avec le soutien logistique de Sub Pop, qui assure alors la production et la distribution des premières publications du label,. L'autre cofondateur du label, Rich Jensen, occupe également le poste de directeur général de Sub Pop au moment de la création d'Up Records. Takino souhaite initialement sortir les disques des groupes de ses amis. La première sortie d'Up est le 45 tours You Make Me Wish I Had A Gun de Violent Green en 1993. En 1994, Takino suggère à Jonathan Poneman, patron de Sub Pop, de signer Built to Spill, groupe de Boise mené par Doug Martsch, ex-Treepeople, que Takino avait auparavant managé. Poneman l’encourage à publier lui-même leur deuxième album, There's Nothing Wrong With Love, sur le label Up en septembre 1994. Le succès de l’album transforme le label en une activité à plein temps pour Takino.
Il constitue rapidement une liste d'artistes comprenant notamment Modest Mouse, Quasi, Duster et 764-HERO. Son approche consiste à signer des artistes pour leur passion et leur créativité, souvent avec des accords informels ou des contrats simplifiés. L'éthique collaborative et équitable d'Up Records se traduit par un partage des bénéfices plus favorable aux artistes, leur attribuant jusqu'à 50 % des revenus, contrastant fortement avec les standards des grandes maisons de disques, qui ne rétrocèdent parfois que 10 %.

### Succès et influence
Parmi les publications les plus marquantes du label figure l'album The Lonesome Crowded West de Modest Mouse, qui se vend à environ 70 000 exemplaires à sa sortie, un succès relatif comparé aux standards de l'industrie grand public. La plupart des albums d'Up Records ont cependant atteint des ventes modestes, souvent limitées à quelques milliers d'unités.

### Mort de Chris Takino et fin des activités
La mort de Chris Takino d'une leucémie en 2000, à l'âge de 32 ans, marque un tournant pour Up Records, ralentissant considérablement ses activités. Son partenaire, Pete Ritchey, reprend le label sous réserve de ne sortir que des disques d'artistes que Takino avait déjà signés. Mis à part quelques sorties ponctuelles, dont un album solo de Doug Martsch de Built to Spill, le label cesse ses publications originales en 2006, laissant derrière lui un héritage durable dans l'histoire de la musique indépendante.

## Catalogue
Liste non exhaustive des groupes ou artistes ayant enregistré pour Up Records :
- 764-Hero
- The Black Heart Procession
- Built to Spill
- Caustic Resin
- Duster
- Helvetia
- Mike Johnson
- Doug Martsch
- The Microphones
- Modest Mouse
- The Pastels
- Quasi
- Tad